# Oxytorus armatus
Oxytorus armatus là một loài tò vò trong họ Ichneumonidae.